# اورشلیم شرقی

محدوده قرمزرنگ، اورشلیم شرقی است با محله‌های فلسطینی‌نشین (سبز کم‌رنگ) و یهودی‌نشین (آبی کم‌رنگ)

اورشلیم شرقی یا بیت‌المقدس شرقی پایتخت دولت فلسطین است که تحت اشغال اسرائیل قرار دارد. قدس شرقی به بخش شرقی شهر اورشلیم گفته می‌شود که در جنگ عرب‌ها و اسرائیل به موجب مذاکرات مخفیانه میان اردن و اسرائیل در سال ۱۹۴۹میلادی تحت کنترل اردن درآمد ولی با درگرفتن جنگ شش روزه، اسرائیل موفق شد که اورشلیم شرقی را اشغال و در ۱۹۸۰ ضمیمه خاک خود کند و تمامی اماکن مقدس این شهر را تصاحب کند. گرچه سازمان آزادی‌بخش فلسطین، از سال ۱۹۸۸ و در پی بیانیه استقلال فلسطین، اورشلیم شرقی را پایتخت سیاسی دولت فلسطین اعلام کرده است ولی اسرائیل از پذیرفتن این قانون فلسطینیان امتناع کرده و اجازه این کار را نمی‌دهد. اسرائیل در اقدامی غیرقانونی، هر دو بخش اورشلیم شرقی و اورشلیم غربی را به صورت واحد، پایتخت خود حساب می‌کند ولی شورای امنیت سازمان ملل متحد، این تصمیم اسرائیل را غیرقانونی اعلام کرده و با صدور قطعنامه ۴۷۸ شورای امنیت این اقدام را محکوم کرده است و خواستار بازپس‌دهی اورشلیم شرقی به فلسطینیان می‌باشد.
جمعیت قدس شرقی در سال ۲۰۲۰ میلادی حدود ۵۹۵ هزار نفر بوده که از این میان حدود ۳۶۱ هزار نفر عرب مسلمان (۶۹ درصد) و ۲۳۴ هزار نفر یهودی (۳۱ درصد) بوده‌اند.